# العلاقات البوتسوانية القطرية
العلاقات البوتسوانية القطرية هي العلاقات الثنائية التي تجمع بين بوتسوانا وقطر.

## مقارنة بين البلدين
هذه مقارنة عامة ومرجعية للدولتين:
| وجه المقارنة                                              | بوتسوانا                       | قطر           |
| --------------------------------------------------------- | ------------------------------ | ------------- |
| المساحة (كم2)                                             | 581.74 ألف                     | 11.44 ألف     |
| عدد السكان (نسمة)                                         | 2.29 مليون                     | 2.64 مليون    |
| الكثافة السكانية (ن./كم²)                                 | 3.94                           | 230.77        |
| العاصمة                                                   | غابورون                        | الدوحة        |
| اللغة الرسمية                                             | لغة إنجليزية                   | اللغة العربية |
| العملة                                                    | بولا بوتسواني                  | ريال قطري     |
| الناتج المحلي الإجمالي (بليون دولار)                      | 17.41 مليار                    | 167.61 مليار  |
| الناتج المحلي الإجمالي (تعادل القوة الشرائية) بليون دولار | 35.84 مليار                    | 316.40 مليار  |
| الناتج المحلي الإجمالي الاسمي للفرد دولار أمريكي          | 6.36 ألف                       | 73.65 ألف     |
| الناتج المحلي الإجمالي للفرد دولار أمريكي                 | 16.10 ألف                      | 141.54 ألف    |
| مؤشر التنمية البشرية                                      | 0.698                          | 0.850         |
| رمز المكالمات الدولي                                      | +267                           | +974          |
| رمز الإنترنت                                              | .bw                            | .qa           |
| المنطقة الزمنية                                           | ت ع م+02:00، توقيت وسط إفريقيا | ت ع م+03:00   |

## منظمات دولية مشتركة
يشترك البلدان في عضوية مجموعة من المنظمات الدولية، منها:
| علم المنظمة | اسم المنظمة                               | تاريخ انضمام بوتسوانا | تاريخ انضمام قطر |
| ----------- | ----------------------------------------- | --------------------- | ---------------- |
|             | يونسكو                                    | 16 يناير 1980         | 27 يناير 1972    |
|             | وكالة ضمان الاستثمار متعدد الأطراف        | 15 مايو 1990          | 22 أكتوبر 1996   |
|             | الأمم المتحدة                             | 17 أكتوبر 1966        | 21 سبتمبر 1971   |
|             | الاتحاد البريدي العالمي                   | ?                     | ?                |
|             | البنك الدولي للإنشاء والتعمير             | 24 يوليو 1968         | 25 سبتمبر 1972   |
|             | الاتحاد الدولي للاتصالات                  | 2 أبريل 1968          | 27 مارس 1973     |
|             | منظمة حظر الأسلحة الكيميائية              | ?                     | ?                |
|             | مؤسسة التمويل الدولية                     | 23 مارس 1979          | 11 أكتوبر 2008   |
|             | المركز الدولي لتسوية المنازعات الاستشارية | 14 فبراير 1970        | 20 يناير 2011    |
|             | منظمة التجارة العالمية                    | ?                     | ?                |
|             | منظمة الشرطة الجنائية الدولية             | ?                     | ?                |

## وصلات خارجية
- موقع وزارة الخارجية البوتسوانية
- موقع وزارة الخارجية القطرية